# 氘化氢
氘化氢是由氢的两个同位素：1H(氕)和2H (氘)形成的双原子分子。其适当的分子式为H2H，但为简化起见，通常写为HD。

## 制备和天然存在
在实验室中，它是用重水处理氢化钠而制得的：
NaH  +  D2O   →  HD  +  NaOD
氘化氢是天然存在的分子氢的次要成分。它是所有巨行星大气中次要但值得注意的组成部分之一，其丰度约为30 ppm至200 ppm。在超新星残骸中也发现了氘化氢。
| 行星   | HD      | H2          |
| ------ | ------- | ----------- |
| 木星   | ~0.003% | 89.8% ±2.0% |
| 天王星 | ~0.007% | 83.0% ±3.0% |
| 海王星 | ~0.019% | 80.0% ±3.2% |